# 彈弓腫寄居蟹
彈弓腫寄居蟹（学名：Oncopagurus monstrosus）为擬寄居蟹科腫寄居蟹屬下的一个种。